# Zamboanguita
Zamboaunguita è una municipalità di quarta classe delle Filippine, situata nella Provincia di Negros Oriental, nella regione di Visayas Centrale.
Zamboanguita è formata da 10 baranggay:
- Basac
- Calango
- Lotuban
- Malongcay Diot
- Maluay
- Mayabon
- Nabago
- Najandig
- Nasig-id
- Poblacion